# Litva na Letních olympijských hrách 1992
Litva se účastnila Letní olympiády 1992 ve španělské Barceloně. Zastupovalo ji 47 sportovců (36 mužů a 11 žen) v 11 sportech.

## Medailisté
| Medaile | Jméno | Sport     | Soutěž          |
| ------- | --- | --------- | --------------- |
| Zlato   | Romas Ubartas | Atletika  | Muži hod diskem |
| Bronz   | Romanas Brazdauskis Valdemaras Chomicius Darius Dimavicius Gintaras Einikis Sergejus Jovaisa Arturas Karnisovas Gintaras Krapikas Rimas Kurtinaitis Sarinas Marciulionis Alvydas Pazdrazdis Arvydas Sabonis Arunas Visockas | Basketbal | Turnaj mužů     |